# Veleia (Italien)

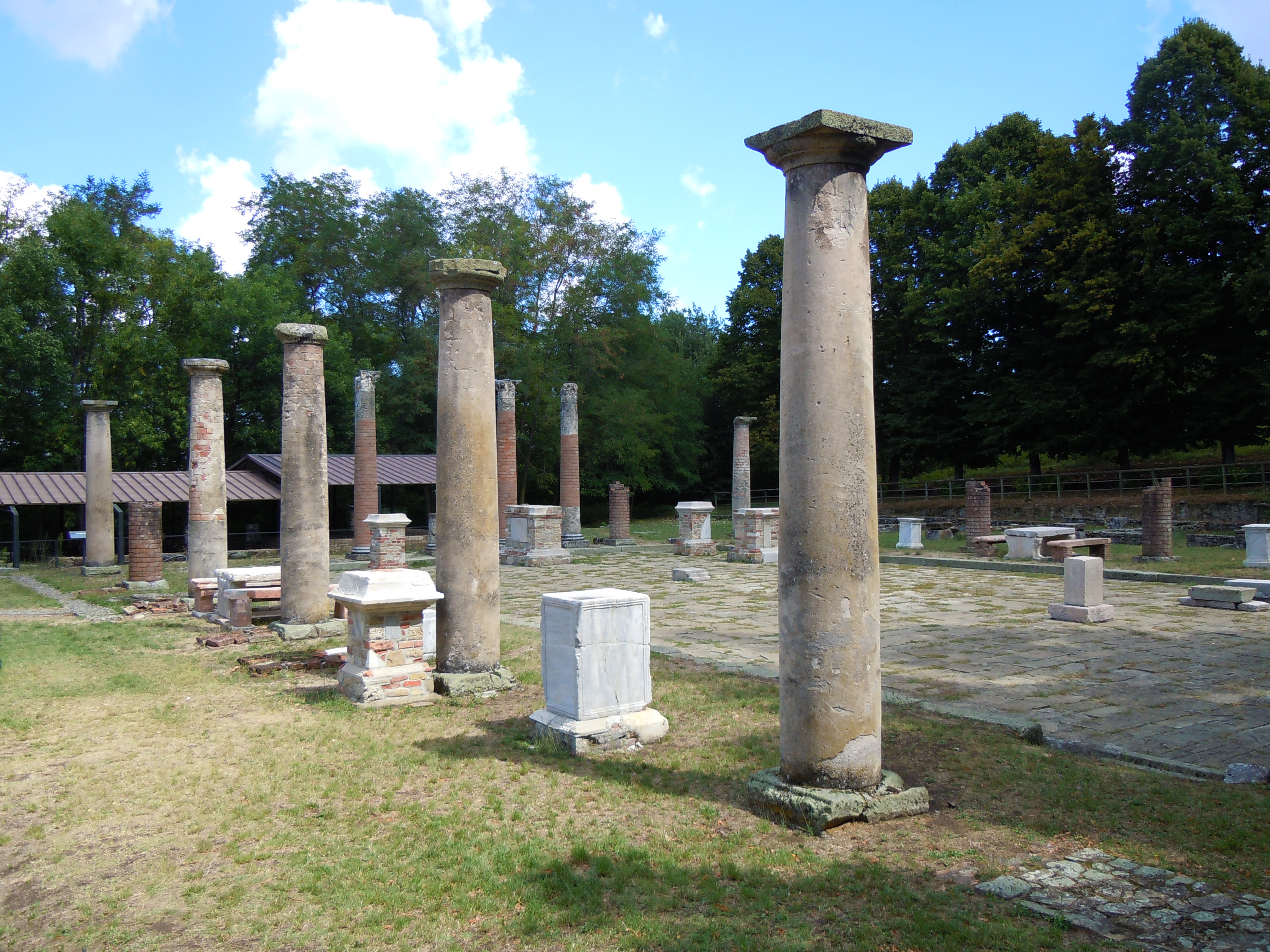
Reste des Forum Romanum in Veleia

Veleia (italienisch Velleia) ist eine antike Stadt in der italienischen Provinz Piacenza. Sie liegt südöstlich der heutigen Stadt Lugagnano Val d’Arda am Nordrand des Apennin und gehört zur Region Emilia-Romagna.

## Geschichte
Veleia wurde im 2. Jahrhundert v. Chr. gegründet. Die Einwohner gehörten zum Stamm der Velietes vom Volk der Ligurer. Das Gemeinwesen gehörte zur römischen Provinz Gallia cisalpina und dort zum Bezirk Aemilia (Gallia cispadana). Valleia erhielt 89 v. Chr. den Status einer Colonia latina. 49 v. Chr. wurde sie Municipium, die freien Einwohner erhielten das Römische Bürgerrecht. Das Munizipium wurde Zentrum einer reichen, vom Ackerbau bestimmten Gegend, was durch zahlreiche archäologische Funde, durch antike Bauten wie die Basilika, die römischen Bäder, die Zisterne und das Amphitheater gezeigt wird. Wann und warum die Stadt in der spätrömischen Zeit aufgegeben wurde, ist nicht bekannt.

## Tabula alimentaria Traianea

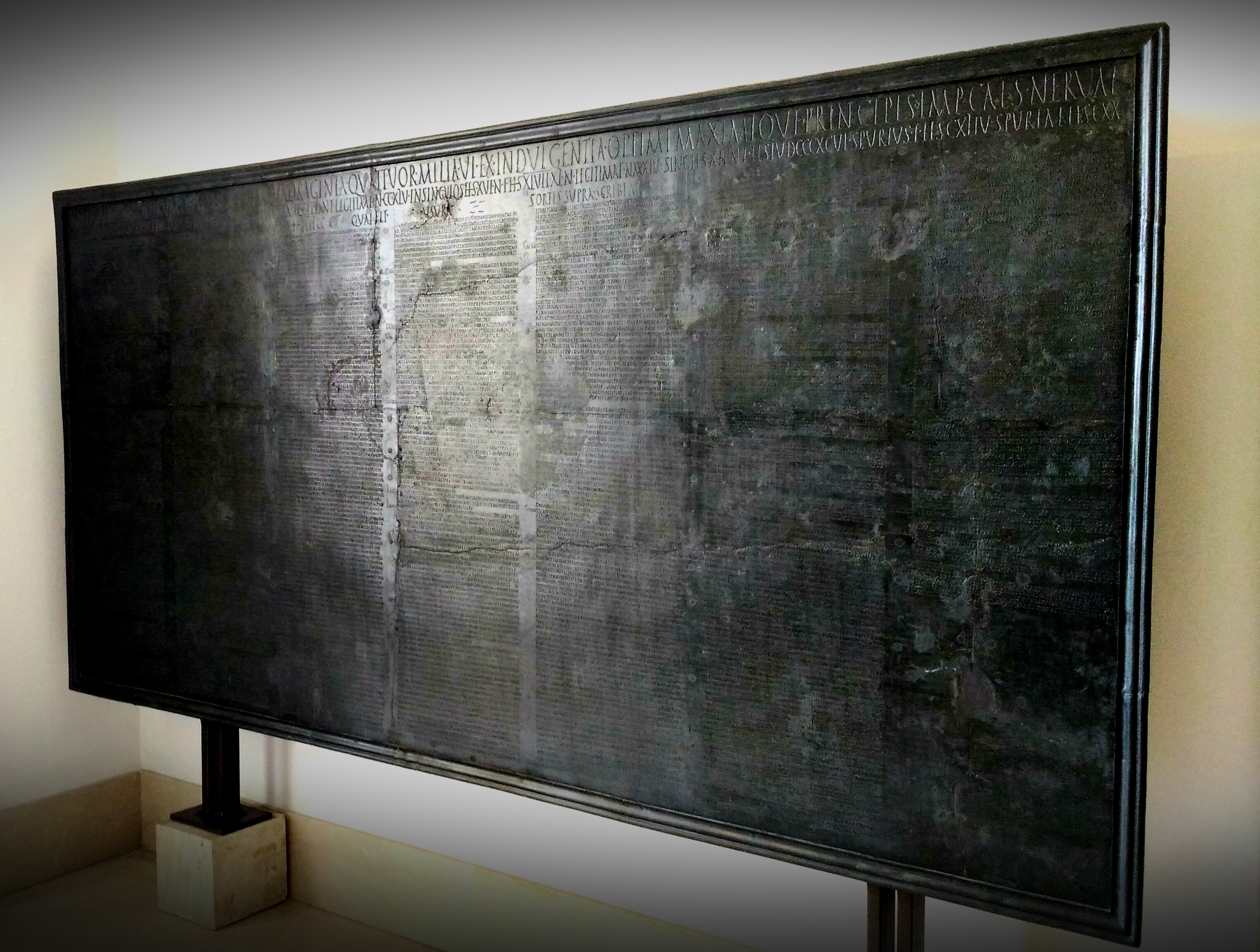
Tabula alimentaria Traianea

Der bedeutendste Fund in Veleia war die Entdeckung der größten Bronzetafel aus römischer Zeit, der Tabula alimentaria, aus der Zeit des Kaisers Trajan. Die 1,38 Meter hohe und 2,86 Meter breite Tafel ist ein Grundstücksverzeichnis, in welchem der Grundstückseigentümer, der Treuhänder des Landes, eine Schätzung des Wertes des Grundstücks, die Schuldsumme, die Bezeichnung des Grundstücks und zweier Nachbargrundstücke, die Nutzung des Grundstücks und die Lage mit Angabe des Pagus und manchmal auch des Vicus aufgezeigt wurden.
Grund für dieses Verzeichnis war ein Hypothekenvertrag aus dem Jahre 102 n. Chr. zwischen dem Kaiser und 51 Grundstückseigentümern aus Veleia, Libarna, Piacenza, Parma und Lucca, in welchem jener diesen den Betrag von 1.116.000 Sesterzen zu einem Zinssatz von 5 % pro annum lieh. Die verzeichneten Grundstücke dienten als Sicherheit für die jeweils aufgenommenen Hypotheken und stellten einen Wert von geschätzten 13 Millionen Sesterzen dar. Die Zinsen mussten an die Öffentliche Sicherheitskasse bezahlt werden und dienten dem Unterhalt von armen Kindern in Veleia. Die begünstigten 266 Jungen erhielten je 16 Sesterzen im Monat und die 6 Mädchen jeweils einen Betrag von 12 Sesterzen im Monat aus der Kasse. Der Kaiser erreichte mit den Vereinbarungen mehrere Ziele: einmal besaß er eine gute Sicherheit für die Hypotheken, da der Hypothekensatz von 5 % erheblich unter dem marktüblichen Satz von 12 % lag und somit die Last für die Schuldner leichter zu tragen war, zweitens würde die öffentliche Armut gemildert, und letztlich blieb das Kapital erhalten, da nur die Zinsen ausgezahlt wurden.

## Funde
Die Tafel wurde 1747 entdeckt, systematischere Grabungen erfolgten erst ab dem Jahre 1760. Zu den weiteren Funden gehörte ein Teil einer Bronzetafel, auf welchem die Lex Rubria de Gallia cisalpina aus dem Jahre 49 v. Chr. verzeichnet ist, die die Rechtsverwaltung in der Gallia cisalpina festlegte. Die jüngste Inschrift ist aus dem Jahre 276. Die Funde, dazu gehören auch 12 Marmorstatuen und ein Bronzekopf des Kaisers Hadrian, sind heute im Archäologischen Museum von Parma zu sehen, Kopien einiger Funde, darunter auch der Tafel, befinden sich im Antiquarium vor Ort.

## Veleia heute
Trotz der archäologische Bedeutung Veleias ist die Stätte heute (2015) nicht überlaufen. Jedes Jahr finden im Juli in den Ruinen Theatervorstellungen auch mit griechischen und römischen Tragödien und Komödien im Rahmen eines Festival des antiken Theaters statt.